# 선제이 더트

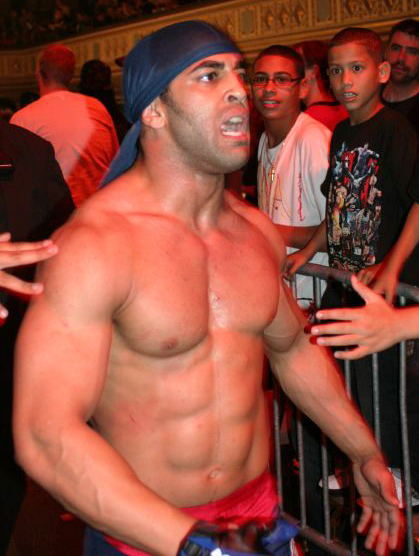

선제이 더트(Sonjay Dutt, 1982년 4월 7일 ~ )은 남자 미국의 프로레슬링선수다. 키는 174cm 몸무게는 84kg이다. 피니쉬는 다이빙 450° 스플래쉬, 카멜 클러치, 힌투 프레스/힌투설트(다이빙 코크스크류 450° 스플래쉬), 다이빙 문설트 더블 풋 스톰프, 런닝 슈팅 스타 프레스, 선제이 커터(스탠딩 싯아웃 시라누이)로 사용을 한다.

## 수상
- GFW 넥스트 제너레이션 챔피언 1회
- TNA X 디비전 챔피언 1회